# 김성훈 (1971년)
김성훈(1971년 2월 20일 ~ )은 대한민국의 영화 감독, 각본가이다. 그는 2006년 영화 《애정결핍이 두 남자에게 미치는 영향》로 데뷔했으며, 영화 《끝까지 간다》, 《터널》와 넷플릭스 시리즈 《킹덤》으로 잘 알려져 있다.

## 학력
- 강릉고등학교 졸업
- 한국외국어대학교 학사

## 필모그래피

### 영화
| 연도 | 제목                               | 감독   | 각본가 | 기타         |
| ---- | ---------------------------------- | ------ | ------ | ------------ |
| 2003 | 오! 해피데이                       | 아니요 | 아니요 | 조감독       |
| 2004 | 그 놈은 멋있었다                   | 아니요 | 아니요 | 조연출, 각색 |
| 2006 | 애정결핍이 두 남자에게 미치는 영향 | 예     | 아니요 | 각색         |
| 2014 | 끝까지 간다                        | 예     | 예     |              |
| 2016 | 터널                               | 예     | 예     |              |
| 2023 | 비공식작전                         | 예     | 아니요 |              |

### 텔레비전
| 연도 | 제목       | 감독 | 각본가 | 기타                  |
| ---- | ---------- | ---- | ------ | --------------------- |
| 2019 | 킹덤       | 예   | 아니요 | 넷플릭스 시리즈       |
| 2020 | 킹덤 시즌2 | 예   | 아니요 | 넷플릭스 시리즈 시즌2 |

## 수상
- 2014년 제51회 대종상 감독상 《끝까지 간다》
- 2014년 제15회 부산영화평론가협회상 각본상 《끝까지 간다》
- 2014년 제35회 청룡영화상 각본상 《끝까지 간다》
- 2014년 제1회 한국영화제작가협회상 감독상 《끝까지 간다》
- 2014년 제1회 한국영화제작가협회상 작품상 《끝까지 간다》
- 2015년 제6회 올해의 영화상 감독상 《끝까지 간다》
- 2015년 제20회 춘사영화상 감독상 《끝까지 간다》
- 2015년 제51회 백상예술대상 영화부문 감독상 《끝까지 간다》
- 2016년 제36회 한국영화평론가협회상 10대 영화상《터널》